# Саут-Гейвен (Міннесота)
Саут-Гейвен (англ. South Haven) — місто (англ. city) в США, в окрузі Райт штату Міннесота. Населення — 185 осіб (2020).

## Географія
Саут-Гейвен розташований за координатами 45°17′34″ пн. ш. 94°13′3″ зх. д. / 45.29278° пн. ш. 94.21750° зх. д. (45.292760, -94.217410).  За даними Бюро перепису населення США в 2010 році місто мало площу 1,63 км², уся площа — суходіл.

## Демографія
Згідно з переписом 2010 року, у місті мешкало 187 осіб у 70 домогосподарствах у складі 48 родин. Густота населення становила 115 осіб/км².  Було 74 помешкання (45/км²).
Расовий склад населення:
| - 93,6 % — білих - 1,1 % — корінних американців - 0,5 % — чорних або афроамериканців - 0,5 % — азіатів |

До двох чи більше рас належало 3,7 %. Частка іспаномовних становила 4,8 % від усіх жителів.
За віковим діапазоном населення розподілялося таким чином: 33,7 % — особи молодші 18 років, 51,9 % — особи у віці 18—64 років, 14,4 % — особи у віці 65 років та старші. Медіана віку мешканця становила 33,8 року. На 100 осіб жіночої статі у місті припадало 107,8 чоловіків;  на 100 жінок у віці від 18 років та старших — 103,3 чоловіків також старших 18 років.
Середній дохід на одне домашнє господарство  становив 48 274 долари США (медіана — 39 375), а середній дохід на одну сім'ю — 52 621 долар (медіана — 41 250). За межею бідності перебувало 31,5 % осіб, у тому числі 46,8 % дітей у віці до 18 років та 9,5 % осіб у віці 65 років та старших.
Цивільне працевлаштоване населення становило 89 осіб. Основні галузі зайнятості: будівництво — 22,5 %, виробництво — 16,9 %, мистецтво, розваги та відпочинок — 16,9 %.